# KW Большого Пса
KW Большого Пса (лат. KW Canis Majoris), HD 50304 — одиночная переменная звезда в созвездии Большого Пса на расстоянии приблизительно 3524 световых лет (около 1080 парсеков) от Солнца. Видимая звёздная величина звезды — от +7,6m до +7,56m.

## Характеристики
KW Большого Пса — белая вращающаяся переменная звезда типа Альфы² Гончих Псов (ACV) спектрального класса Ap(Eu-Cr).